# Die Quereinsteigerinnen
Die Quereinsteigerinnen ist ein deutscher Spielfilm von Rainer Knepperges und Christian Mrasek. Er wurde 2003 gedreht, hatte seine Premiere auf dem Filmfest München 2005 und kam im August 2006 in die Kinos.

## Handlung
Die Freundinnen Barbara und Katja entführen den Telekomchef Harald Winter in ein abgelegenes Ferienhäuschen. Dort stößt Katjas Freund Stefan hinzu. Gemeinsam fordern sie, dass die alten gelben Telefonzellen wieder aufgestellt werden. Der Entführte, der sich anfangs über die Unprofessionalität der ganzen Aktion empört, findet nach einem scheiternden Fluchtversuch zögerlich Gefallen an der Situation. Er freundet sich mit den Entführerinnen an. Der erpresste Konzern scheint sich der Forderung zu beugen. Doch während die ersten gelben Telefonzellen aufgestellt werden, umschleicht Korn, ein wortgewandter Mann im Auftrag der Telekom, das idyllische Versteck. Als sie entdecken, dass ihnen unbemerkt Waffen untergeschoben wurden, bleibt den gewaltlosen Entführern als Ausweg nur die Flucht, der sich der Entführte schlussendlich anschließt.

## Kritiken
„Karg ausgestattete, überwiegend improvisierte Low-Budget-Satire, deren Nonsens-Dialoge durchaus Charme besitzen, ohne den finessenarmen Film aber wirklich tragen zu können.“

„Eine Oase des Glücks im deutschen Kino“ (dpa)
„Mit Leichtigkeit die glücklichmachendste deutsche Komödie dieses und manch andern Jahres.“ (tz, München)
„Als hätte Howard Hawks einen Film gemacht im tiefen Schleswig-Holstein.“ (Süddeutsche Zeitung)
„Ein Film voller Überraschungen, changierend zwischen treffender Komik und ernsthaftem Diskurs“ (emotion)
„Der besondere Dreh des Films: daß er mit einer enormen Versiertheit die Unprofessionalität feiert“ (Frankfurter Allgemeine Sonntagszeitung)
„Die der „Kölner Gruppe“ angehörenden Regisseure zeigen der jammernden deutschen Filmbranche, was eine Harke ist.“ (intro)
„Großes Kino mit kleinen Mitteln, das Hoffnung auf weitere Low-Budget-Befreiungsschläge weckt“ (konkret)